# Каганова, Эмма Карловна
Эмма Карловна Каганова (Суламифь Соломоновна Кримкер, Эмма Карловна Судоплатова; 1 мая 1905, Гомель — 2 сентября 1988, Москва) — деятель советских спецслужб, подполковник или полковник госбезопасности.

## Биография
Суламифь Кримкер родилась 1 мая 1905 года в Гомеле в мелкобуржуазной многодетной еврейской семье.
Гомельскую гимназию окончила с золотой медалью.
После Октябрьской революции работала секретарём у секретаря гомельской губернской организации большевиков Менделя Хатаевича, а после того как последнего в 1923 году перевели в Одессу, Суламифь последовала за ним. В Одессе, как прекрасно знающую немецкий язык, Суламифь перевели на работу в ГПУ, где она в начале вела чекистскую работу среди местных немецких колонистов.
С 1924 года — сотрудник ОГПУ-НКВД.
С 1928 года — сотрудник Секретно-политический отдел (СПО) ГПУ Украинской ССР в Харькове, курировала работу с осведомителями из среды творческой интеллигенции Украинской ССР.
В 1932—1935 годах — сотрудник СПО ОГПУ (ГУГБ НКВД СССР).
В 1936—1940 годах — сотрудник ИНО ГУГБ НКВД СССР.
25 июля 1937 года — лейтенант ГБ.
В 1940—1949 годах — старший преподаватель спецдисциплин в Центральной школе НКВД СССР (Высшей школе МГБ), в 1947 году читала лекции и вела семинары по дисциплине «спецоперации».
В 1951 году отправлена на пенсию.
После расстрела Л. П. Берия была арестована, однако через несколько месяцев выпущена на свободу.
Её муж (с 1928 года) — генерал-лейтенант Павел Анатольевич Судоплатов, с которым имела двоих сыновей.
В 1953 году после ареста мужа сменила фамилию на Судоплатова.
Скончалась в 1988 году в Москве, попала под автобус на оживленной улице Москвы.

## Семья
- Муж — Павел Анатольевич Судоплатов (1907—1996), разведчик, диверсант, сотрудник ОГПУ (позже НКВД — НКГБ), перед арестом в 1953 году — генерал-лейтенант МВД СССР.
  - Сын — Андрей Павлович Каганов (род. 1940)[3], использует фамилию Судоплатов как литературный псевдоним.
  - Сын — Анатолий Павлович Судоплатов (1943—2005), советский, российский учёный-демограф.